# Kurtisane
En kurtisane (af fransk courtisane, afledt af cour 'hof') var oprindelig en hofdame, en kvinde, der tjener ved hoffet hos en magtfuld person.
I feudale samfund var hoffet, regeringen, monarken og det sociale og politiske liv ofte helt blandet sammen.
I renæssancens Europa spillede hofdamen en særdeles vigtig rolle i overklassens samfund. Da kongelige par ofte førte separate hof – og ofte giftede de sig for at bevare blodlinjer og sikre politiske alliancer – ville parterne søge tilfredsstillelse og kammeratskab med dem, der bor ved hoffet. Faktisk betød " to court" oprindelig "at have bopæl ved hoffet", og senere kom det til at betyde "at opføre sig som en hofmand" og "at vise kælen opmærksom mod nogen". Regentens mest intime følgesvend blev kaldt hans favorit.
Som en følge af at renæssancens brug af det italienske ord "cortigiana" (hunkønsformen af af "cortigiano" hofmand) kom ordet til at betyde til "herskerens elskerinde" og efterhånden til at betyde en veluddannet og selvstændig kvinde med fri moral, eventuelt uddannet i dans og sang. De var især i tilknytning til velhavende, magtfulde mænd, der gav luksus og status i bytte for venskab. Ordet kom fra italiensk i det 16. århundrede via den franske form "courtisane" især i forbindelse med betydningen af "hof-frue" og "prostitueret".
Det mandlige modstykke til kurtisane var den italienske cicisbeo og den franske chevalier servant. En fornem gift dame i havde uden problemer en chevalier servant helt frem til det 18. århundrede.
I dag er begrebet kurtisaner blevet en eufemisme for en escortpige eller en prostitueret, der tiltrækker velhavende klienter.

## Berømte kurtisaner i historien

### Til det 18. århundrede
- Lais fra Corinth
- Lais fra Hyccara (dræbt 340 f.Kr.)
- Thaïs
- Aspasia (469 f.Kr.-409 f.Kr.), den athenske statsmand Perikles' elskerinde
- Phryne (4. århundrede f.Kr.)
- Diao Chan (født 169 e.Kr, elskerinde af krigsherre Dong Zhuo og kriger Lü Bu under de kinesiske Tre Kongedømmer)
- Su Xiaoxiao (slutningen af det 5. århundrede e. kr.)
- Theodora (c. 500–juni 28, 548), kejser Justinian 1.s elskerinde og senere hans kejserinde i det Østromerske Kejserdømme
- Agnès Sorel (1421–1450) – kong Karl 7. af Frankrigs elskerinde, første officielle kongelige elskerinde i Frankrig
- Jane Shore (1445–1527) – kong Edvard 4. af Englands elskerinde
- Margaret Drummond (1475–1502) – kong Jacob 4. af Skotlands elskerinde
- Françoise de Foix (1495–1537) – kong Frans 1. af Frankrigs første officielle elskerinde
- Diane de Poitiers (1499–1566) – kongHenrik 2. af Frankrigs officielle elskerinde
- Mary Boleyn (1499–1543) – kong Henrik 8. af England og angiveligt kong Frans 1. af Frankrigs elskerinde
- Hwang Jin-i (1550) – legendarisk gisaeng i Joseon-dynastiet
- Anne de Pisseleu d'Heilly (1508–1580) – kong Frans 1. af Frankrigs sidste officielle elskerinde
- Tullia d'Aragona (c. 1510–1556) – kurtisane og digter i flere italienske byer
- Veronica Franco (1546–1591) – en venetiansk kurtisane kong Henrik 3. af Frankrigs elskerinde
- Marie Touchet (1549–1638) – kong Karl 9. af Frankrigs eneste elskerinde
- Marion Delorme (ca 1613–1650) – George Villiers, hertug af Buckingham, Den store Condé og Armand-Jean du Plessis de Richelieus elskerinde
- Ninon de l'Enclos (1615–1705) – Den store Condés og Gaspard de Colignys elskerinde
- Lucy Walter (1630–1658) – kong Karl 2. af Englands elskerinde under hans eksil
- Barbara Palmer, 1. hertuginde af Cleveland (1640–1709) – Kong Karl 2. af Englands første officielle elskerinde
- Madame de Montespan (1641–1707) – kong Ludvig 14. af Frankrigs elskerinde
- Louise de la Vallière (1644–1710) – kong Ludvig 14. af Frankrigs
- Nell Gwyn (1650–1687) – skuespiller og kong Karl 2. af Englands elskerinde

### 18. og 19. århundrede
- Claudine Alexandrine Guérin de Tencin (1681–1749)
- Louise Julie, komtesse de Mailly (1710–1751)
- Marie-Anne de Mailly-Nesle hertuginde af Châteauroux (1717–1744)
- Kitty Fisher (død 1767)
- Madame de Pompadour (1721–1764) – kong Ludvig 15. af Frankrigs berømte elskerinde og langtids favorit
- Marie-Louise O'Murphy (1737–1814)
- Madame du Barry (1743–1793)
- Sophia Baddeley (1745–1786)
- Støvlet-Cathrine (1745-1805)
- Frances Villiers, grevinde af Jersey (1753–1821)
- Grace Elliott (1754? – 1823)
- Dorothy Jordan (1761–1816)
- Harriette Wilson (1786–1846)
- Umrao Jaan (1804–1875) Lucknow, Indien
- La Païva (1819–1884)
- Lola Montez (1821–1861)
- Marie Duplessis (1824–1847)
- Cora Pearl (1835–1886)
- Virginia Oldoini, Countess di Castiglione (1837–1899)
- Catherine Walters (1839–1920)
- Blanche d'Antigny (1840–1874)
- Sarah Bernhardt (1844–1923)
- Lillie Langtry (1853–1929)
- Katharina Schratt (1853–1940), Ledsager af kejser Franz Josef
- Daisy Greville, grevinde af Warwick (1861–1938)
- La Belle Otero (1868–1965)
- Alice Keppel (1869–1947)
- Liane de Pougy (1869–1950)
- Clara Ward, Princesse de Caraman-Chimay (1873–1916)
- "Klondike Kate" Rockwell (1873–1957)
- Mata Hari (1876-1917)

Der er stadig en debat om, hvorvidt visse kvinder i historien kan omtales som kurtisaner. For eksempel blev titlen anvendt om den byzantinske kejserinde Theodora, der var begyndt som burlesk skuespiller, men blev gift med kejser Justinian og efter sin død blev helgen. Udtrykket er også anvendt om indflydelsesrige kvinder som Anne Boleyn, Madaline Biskop, Diane de Poitiers, Mathilde Kschessinska, Pamela Harriman, Eva Perón og Gabrielle "Coco" Chanel. Forsøget på at kalde sådanne kvinder kurtisaner har ofte til formål at henlede opmærksomheden på deres kvaliteter, ambitioner eller adfærd,